# Liste der Einträge im National Register of Historic Places im Mississippi County (Missouri)

Lage des Mississippi County in Missouri

Die Liste der Einträge im National Register of Historic Places im Mississippi County in Missouri führt die Bauwerke und historischen Stätten im Mississippi County auf, die in das National Register of Historic Places aufgenommen wurden.

## Legende
| NRHP | Historic Place    |
| HD   | Historic District |

## Aktuelle Einträge
| [ 3 ] | Name                                        | Bild                               | Eintragsdatum        | Lage                                                                                            | Ort          | Beschreibung |
| ----- | ------------------------------------------- | ---------------------------------- | -------------------- | ----------------------------------------------------------------------------------------------- | ------------ | ------------ |
| 1     | Beckwith’s Fort Archeological Site          | Beckwith’s Fort Archeological Site | 1969 ID-Nr. 69000113 | Adresse nicht veröffentlicht                                                                    | Wolf Island  |              |
| 2     | Crosno Fortified Village Archeological Site |                                    | 1969 ID-Nr. 69000112 | Adresse nicht veröffentlicht                                                                    | Crosno       |              |
| 3     | Hearnes Site                                | Hearnes Site                       | 1973 ID-Nr. 73001047 | Adresse nicht veröffentlicht                                                                    | Charleston   |              |
| 4     | Hess Archeological Site                     |                                    | 1974 ID-Nr. 74001081 | Adresse nicht veröffentlicht                                                                    | East Prairie |              |
| 5     | Hoecake Village Archeological Site          |                                    | 1972 ID-Nr. 72000723 | Adresse nicht veröffentlicht                                                                    | East Prairie |              |
| 6     | Missouri Pacific Depot                      | Missouri Pacific Depot             | 1972 ID-Nr. 72000722 | Östlich der Eisenbahngleise der früheren Missouri Pacific Railroad 36° 50′ 51″ N, 89° 21′ 28″ W | Charleston   |              |
| 7     | Moore House                                 | Moore House                        | 1980 ID-Nr. 80002380 | 403 North Main Street 36° 55′ 22″ N, 89° 21′ 0″ W                                               | Charleston   |              |
| 8     | Mueller Archeological Site                  |                                    | 1974 ID-Nr. 74001082 | Adresse nicht veröffentlicht                                                                    | East Prairie |              |
| 9     | O’Bryan Ridge Archeological District        |                                    | 1972 ID-Nr. 72000724 | Adresse nicht veröffentlicht                                                                    | Wyatt        |              |
| 10    | Jacob Swank House                           | Jacob Swank House                  | 1973 ID-Nr. 73001048 | Westlich von Charleston an den US 60 und 62 36° 55′ 19″ N, 89° 22′ 15″ W                        | Charleston   |              |